# Nazareth (Pensilvania)
Nazareth es un borough ubicado en el condado de Northampton en el estado estadounidense de Pensilvania. En el año 2000 tenía una población de 6.023 habitantes y una densidad poblacional de 1,391.4 personas por km².
Nazareth Speedway es un óvalo situado en Nazareth que albergó carreras de la CART, la NASCAR Busch Series y NASCAR Truck Series. Se inauguró en la década de 1910 y se clausuró en 2004.

## Demografía
Según la Oficina del Censo en 2000 los ingresos medios por hogar en la localidad eran de $39,038 y los ingresos medios por familia eran $50,298. Los hombres tenían unos ingresos medios de $35,642 frente a los $24,900 para las mujeres. La renta per cápita para la localidad era de $21,292. Alrededor del 8% de la población estaba por debajo del umbral de pobreza.